# Yasemin Shooman

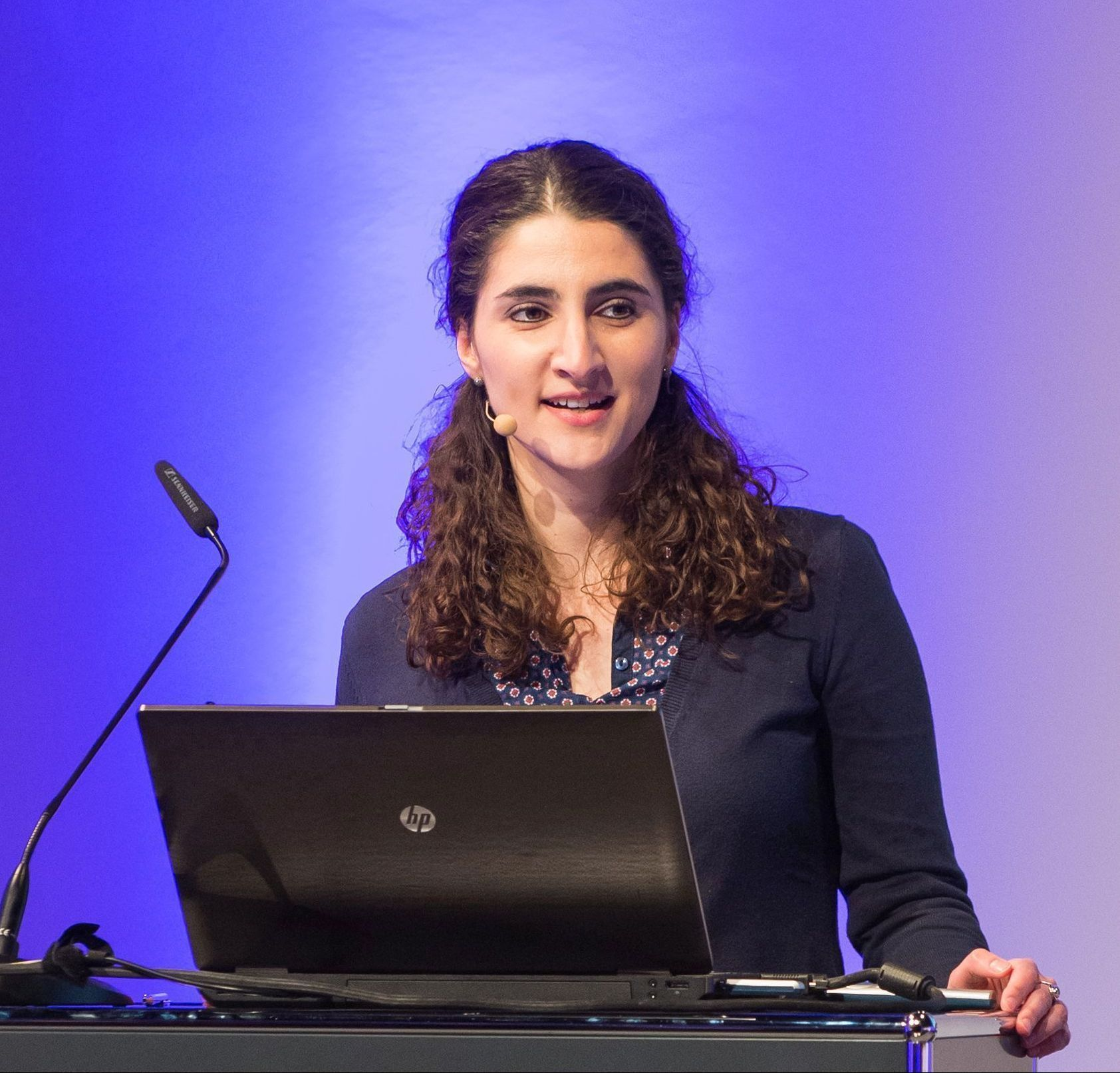
Yasemin Shooman (2014)

Yasemin Shooman (* 1980) ist eine deutsche Historikerin. Seit September 2022 leitet sie im Bundeskanzleramt das Referat „Bekämpfung von Rassismus und Unterstützung Betroffener“ im Arbeitsstab der Beauftragten der Bundesregierung für Migration, Flüchtlinge und Integration und zugleich der Beauftragten der Bundesregierung für Antirassismus. Davor war sie von September 2019 bis August 2022 Wissenschaftliche Geschäftsführerin des Deutschen Zentrums für Integrations- und Migrationsforschung (DeZIM-Institut). Zuvor leitete sie die Programme der Akademie des Jüdischen Museums Berlin seit ihrer Gründung im Jahr 2013. Zu ihren Arbeitsschwerpunkten gehören Rassismus, Islamfeindlichkeit, Antisemitismus, Medienanalyse, jüdisch-muslimische Beziehungen in Geschichte und Gegenwart sowie Erinnerungskulturen in der Migrationsgesellschaft. Sie ist Mitglied des Rats für Migration und des Historischen Beirats des Regierenden Bürgermeisters von Berlin sowie des Wissenschaftlichen Beirats des Avicenna-Studienwerks. 2019 wurde sie von der Bundesregierung in die Fachkommission zu den Rahmenbedingungen der Integrationsfähigkeit berufen.

## Leben und Wirken
Yasemin Shooman, die nach eigenen Angaben in einer „multireligiösen Familie“ dreisprachig aufwuchs und deren Großvater im Konzentrationslager Majdanek interniert war, studierte Neuere Geschichte und Neuere Deutsche Philologie an der Technischen Universität Berlin (TU). Ihre Magisterarbeit schrieb sie zur Zwangsgermanisierung polnischer Kinder im Zweiten Weltkrieg. Von 2009 bis 2013 war sie Doktorandin bei Wolfgang Benz am Zentrum für Antisemitismusforschung (ZfA) der TU Berlin. In ihrer Dissertation beschäftigte sie sich mit antimuslimischen Diskursen in Deutschland.
Ab 2002 war Yasemin Shooman Mitarbeiterin des Zentrums für Antisemitismusforschung. Sie organisierte die Veranstaltungsreihe Lebenszeugnisse (Lesungen mit Zeitzeugen), die das ZfA in Kooperation mit dem Literaturforum im Brecht-Haus durchführte. 2006/2007 war sie Mitarbeiterin im Forschungsprojekt Der Ort des Terrors – Geschichte der nationalsozialistischen Konzentrationslager. 2008 organisierte sie eine Sommeruniversität gegen Antisemitismus an der TU Berlin. 2008/2009 leitete sie im Abgeordnetenhaus von Berlin das Projektbüro denk!mal 09, ein Jugendforum gegen Antisemitismus, Rassismus und Rechtsextremismus anlässlich des Tags des Gedenkens an die Opfer des Nationalsozialismus. Auf der Fachtagung Muslimfeindlichkeit – Phänomen und Gegenstrategien der Deutschen Islam-Konferenz im Jahr 2012 analysierte Yasemin Shooman Islamfeindlichkeit im Internet, wobei sie sich vor allem auf die Website Politically Incorrect bezog. Bei einem Expertengespräch, zu dem Bundespräsident Joachim Gauck im Januar 2015 eingeladen hatte, referierte Shooman über das Thema Islamfeindlichkeit und bezeichnete diese als „ein Phänomen der Mitte der Gesellschaft“. Islamfeindlichkeit habe zudem „in vielen Fällen die alte Parole 'Ausländer raus' abgelöst“. Shooman wies darauf hin, „dass von der Ausgrenzung nicht nur praktizierende Muslime betroffen seien, sondern auch solche, die wegen ihres Aussehens oder ihres Namens als Muslime markiert sind“. Die Anti-Islam-Rhetorik der AfD und anderer Rechtspopulisten bezeichnete sie in einem Interview mit dem Mediendienst Integration als „'Umwegkommunikation': Um den Vorwurf des Rassismus abzuwehren, tarnen Islamfeinde ihre Ressentiments als Religionskritik und versuchen damit, sie zu legitimieren“, so Shooman.
2013 wurde sie mit ihrer Dissertation zum Thema Zusammenspiel von Kultur, Religion, Ethnizität, Geschlecht und Klasse im antimuslimischen Rassismus am Zentrum für Antisemitismusforschung der TU Berlin promoviert. Die Arbeit erschien 2014 im transcript Verlag unter dem Titel „...weil ihre Kultur so ist“ – Narrative des antimuslimischen Rassismus.
Von Mai 2013 bis August 2019 leitete Shooman die Akademieprogramme des Jüdischen Museums Berlin und verantwortete dabei die Programme zu »Migration und Diversität« sowie das Jüdisch-Islamische Forum der Akademie. Shooman verstand die Akademie als „Ort für das breite Publikum“, wo Wissen über Einwanderung und gesellschaftliche Vielfalt vermittelt werde. Über die Geschichte von Minderheiten soll „Migration als Normal-, nicht als Störfall der Geschichte“ deutlich werden.
Im September 2019 übernahm Shooman als Wissenschaftliche Geschäftsführerin die Leitung des Wissenschaftsbereichs des Deutschen Zentrums für Integrations- und Migrationsforschung (DeZIM-Institut). Dort wirkte sie maßgeblich an der Etablierung des Nationalen Diskriminierungs- und Rassismusmonitors (NaDiRa) mit.

## Veröffentlichungen

### Bücher
- „... weil ihre Kultur so ist“ - Narrative des antimuslimischen Rassismus. Transcript Verlag, Bielefeld 2014, ISBN 978-3-8376-2866-1.
- mit Iman Attia und Alexander Häusler: Antimuslimischer Rassismus am rechten Rand. Unrast Verlag, Münster 2014, ISBN 978-3-89771-128-0.
- mit Georg Ruhrmann und Peter Widmann (Hrsg.): Media and Minorities. Questions on Representation from an International Perspective. Vandenhoeck & Ruprecht, Göttingen 2016, ISBN 978-3-525-30088-6. (hier als E-Book einsehbar)

### Buchbeiträge (Auswahl)
- Zur Debatte über das Verhältnis von Antisemitismus, Rassismus und Islamfeindlichkeit. In: Katharina Rauschenberger, Werner Konitzer im Auftrag des Fritz Bauer Instituts (Hrsg.): Antisemitismus und andere Feindseligkeiten. Interaktionen von Ressentiments. Campus Verlag, Frankfurt am Main/ New York 2015, ISBN 978-3-593-50469-8, S. 125–156.
- Angst vor dem Islam oder Rassismus gegen Muslime? Zur Einordnung antimuslimischer Diskurse aus rassismustheoretischer Perspektive. In: Reinhold Bernhardt, Ernst Fürlinger (Hrsg.): Öffentliches Ärgernis? Moscheebaukonflikte in Deutschland, Österreich und der Schweiz. Theologischer Verlag Zürich, Zürich 2015, ISBN 978-3-290-17780-5, S. 141–159.
- Einblick gewähren in die Welt der Muslime. ›Authentische Stimmen‹ und ›Kronzeugenschaft‹ in antimuslimischen Diskursen. In: Iman Attia, Swantje Köbsell, Nivedita Prasad (Hrsg.): Dominanzkultur reloaded. Neue Texte zu gesellschaftlichen Machtverhältnissen und ihren Wechselwirkungen. transcript Verlag, Bielefeld 2015, ISBN 978-3-8376-3061-9, S. 47–58. (books.google.de)
- Muslimisch, weiblich, unterdrückt und gefährlich. Stereotypisierungen muslimischer Frauen in aktuellen Islam-Diskursen. In: Wolfgang Benz (Hrsg.): Ressentiment und Konflikt. Vorurteile und Feindbilder im Wandel. Wochenschau Verlag, Schwalbach/Ts. 2014, ISBN 978-3-7344-0009-4, S. 86–98.
- Zwischen Alltagsrassismus und Verschwörungstheorien. Islamfeindlichkeit im Internet. In: Muslimfeindlichkeit - Phänomen und Gegenstrategien. Beiträge der Fachtagung der Deutschen Islam Konferenz am 4. und 5. Dezember 2012 in Berlin, hrsg. von Bundesministerium des Innern im Auftrag der Deutschen Islam Konferenz. 2013, ISBN 978-3-00-041851-8. (einsehbar hier: Tagungsband „Muslimfeindlichkeit – Phänomen und Gegenstrategien“)
- Vom äußeren Feind zum Anderen im Inneren. Antimuslimischer Rassismus im Kontext europäischer Migrationsgesellschaften. In: Kien Nghi Ha (Hrsg.): Asiatische Deutsche. Vietnamesische Diaspora and Beyond. Verlag Assoziation A, Berlin 2012, ISBN 978-3-86241-409-3, S. 305–320.
- Keine Frage des Glaubens. Zur Rassifizierung von „Kultur“ und „Religion“ im antimuslimischen Rassismus. In: Sebastian Friedrich: Rassismus in der Leistungsgesellschaft. Analysen und kritische Perspektiven zu den rassistischen Normalisierungsprozessen der „Sarrazindebatte“. Münster 2011, ISBN 978-3-942885-01-0, S. 59–76.
- mit Iman Attia: „Aus blankem Hass auf Muslime“, Zur Rezeption des Mordes an Marwa el-Sherbini in deutschen Printmedien und im deutschsprachigen Internet. In: Jahrbuch für Islamophobieforschung Deutschland - Österreich - Schweiz. 2010, ISBN 978-3-7065-5021-5, S. 23–46.
- Kronzeuginnen der Anklage? Zur Rolle muslimischer Sprecherinnen in aktuellen Islam-Debatten. In: Sibylle Schmidt, Sybille Krämer, Ramon Voges (Hrsg.): Politik der Zeugenschaft. Zur Kritik einer Wissenspraxis. transcript Verlag, Bielefeld 2010, ISBN 978-3-8376-1552-4, S. 331–352. (books.google.de)
- mit Riem Spielhaus: The concept of the Muslim enemy in the public discourse. In: Jocelyne Cesari (Hrsg.): Muslims in the West after 9/11: religion, politics, and law. Routledge, 2010, ISBN 978-0-415-77654-7, S. 198–228.
- Islamfeindschaft im World Wide Web. In: Wolfgang Benz (Hrsg.): Islamfeindschaft und ihr Kontext. Dokumentation der Konferenz Feindbild Muslim - Feindbild Jude. Metropol Verlag, Berlin 2009, ISBN 978-3-940938-32-9, S. 70–84.

### Fachartikel (Auswahl)
- Was ist antimuslimischer Rassismus? In: DDS Zeitschrift der Gewerkschaft Erziehung und Wissenschaft Bayern. April 2015, S. 8–9.
- Islamfeindlichkeit und Antisemitismus. Diskursive Analogien und Unterschiede. Jewish Museum Berlin, Journal Nr. 7, November 2012, S. 17f.
- Islamophobie, antimuslimischer Rassismus oder Muslimfeindlichkeit? Kommentar zu der Begriffsdebatte der Deutschen Islam Konferenz. Heinrich-Böll-Stiftung, 2011.
- Muslimisch, weiblich, unterdrückt und gefährlich - Stereotype muslimischer Frauen in öffentlichen Diskursen. Fachartikel von Yasemin Shooman auf der Website der Deutschen Islamkonferenz vom 9. Januar 2012.
- Das Zusammenspiel von Kultur, Religion, Ethnizität und Geschlecht im antimuslimischen Rassismus. In: Aus Politik und Zeitgeschichte. (APuZ 16–17/2012), Bundeszentrale für Politische Bildung, 16. April 2012.
- Die neue transnationale Normalität. In: Berliner Republik. Heft 2/2014.

### Vorträge und Interviews
- Wie Christen, Juden und Muslime sich sehen. Islamfeindlichkeit und Antisemitismus. Vortrag auf dem 33. Deutschen evangelischen Kirchentag, Dresden Juni 2011 (pdf)
- Antimuslimischer Rassismus im Kontext der Migrationsgesellschaft. Vortrag im Rahmen der Konferenz RASSE. Geschichte und Aktualität eines gefährlichen Konzepts - Glaube und Religion des Deutschen Hygiene-Museums in Kooperation mit der Bundeszentrale für politische Bildung und dem Institut für Geschichte der Universität Koblenz / Landau, 8.–10. Oktober 2015 im Deutschen Hygiene-Museum (Youtube)
- Wir brauchen mehr als einen höheren Migrantenanteil in den Medien. Interview mit dem Migazin vom 21. November 2014.
- Islamfeinde tarnen Ressentiments als Religionskritik. Interview mit dem Mediendienst Integration vom 28. April 2016.